# Альдо Сімончіні
Альдо Сімончіні (італ. Aldo Simoncini; нар. 30 серпня 1986, Сан-Марино) — санмаринський футболіст, воротар клубу «Тре Фйорі». Має брата Давіде Сімончіні який грає в клубі «Лібертас» та національній збірній Сан-Марино.

## Біографія
Розпочав виступати у молодіжному складі «Модени» з Серії В, проте за основну команду так і не зіграв.
2005 року перейшов у «Валлеверде Річчоне» з п'ятого за рівнем дивізіоні Італії, де зіграв 15 матчів, після чого повернувся на батьківщину, де став виступати за «Сан-Марино». Разом з командою 2007 року вилетів з 3 до 4 дивізіону Італії, де і продовжив виступати, проте основним воротарем за три роки так і не став.
Влітку 2009 року перейшов до іншої команди 4 дивізіону — «Белларія-Іджеа», де протягом півтора сезони був основним голкіпером команди.
На початку 2011 року перейшов у команду Серії А «Чезену», проте за основну команду так і не дебютував, і на початку 2012 року відправився в оренду в «Валенцану» з 4 дивізіону, але і там не провів жодного матчу.
2012 року перейшов в санмаринський клуб «Лібертас».

### Збірна
З 2006 року виступає за національну збірну Сан-Марино.
Альдо грав у збірній в кваліфікації на Євро-2008. Перший матч у відбірковому циклі був зі збірною Німеччини. Німці забили 13 сухих м'ячів. У грі проти Німеччини він вже вдруге за збірну пропускав двозначну кількість м'ячів, 2005 року у складі молодіжної збірної вони програли 1-10.
У матчі-відповіді проти Ірландії 15 листопада 2006 року він пропустив гол за 3 секунди до закінчення, коли Мануель Марані забив, зробивши рахунок 1-1. У нього є брат-близнюк Давиде, який також виступає за національну збірну. 7 вересня 2010 року у відбірковому матчі ЧЄ-2012 проти команди Швеції обидва брати забили по голу у власні ворота.
Не викликався до збірної після матчу проти збірної Росії, який відбувся 19 листопада 2019 року у рамках кваліфікації до Євро-2020 (0-5).

## Титули і досягнення
- Володар Кубка Сан-Марино (2):

«Тре Фйорі»: 2018-19, 2021-22
- Володар Суперкубка Сан-Марино (2):

«Лібертас»: 2014: «Тре Фйорі»: 2019